# Körömcsipesz

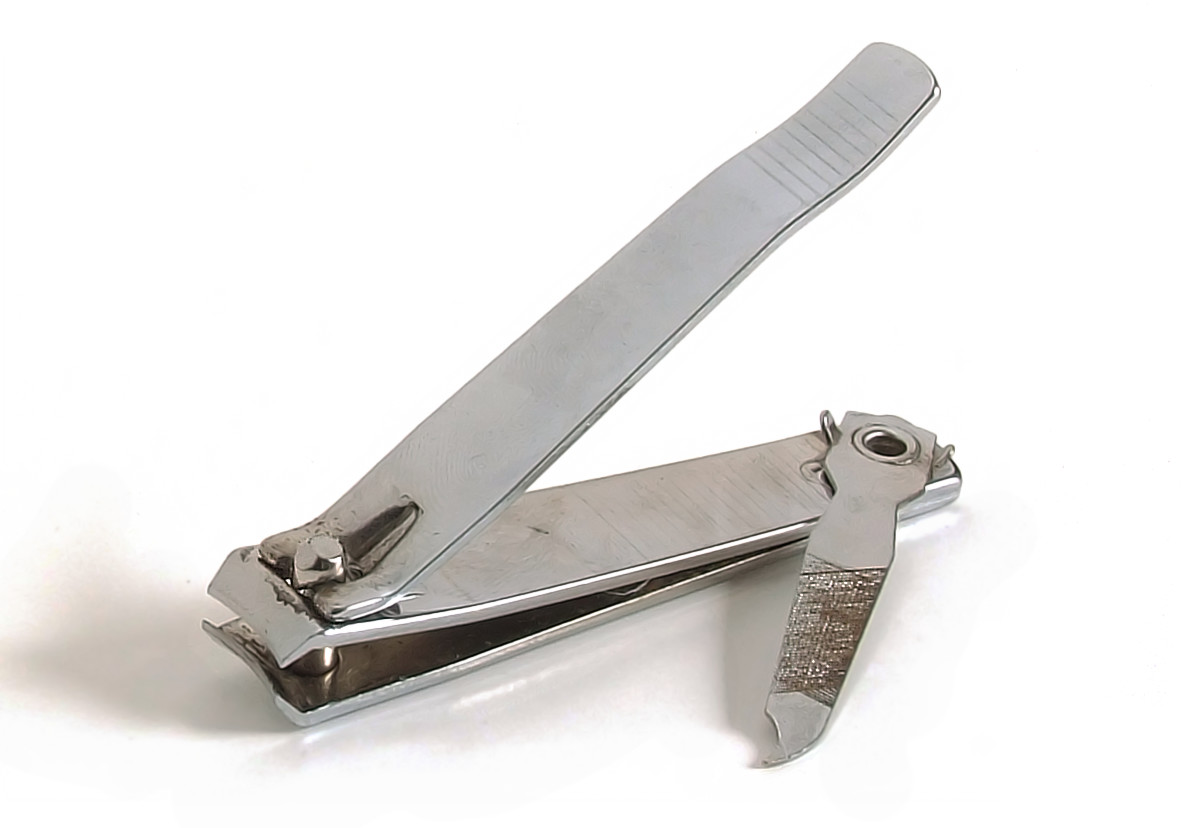
Körömcsipesz

A körömcsipesz (vagy körömvágó olló) mechanikus eszköz, amely a kéz és a lábujjak körmeinek eltávolítására használatos.

## Felépítése
Általában fémből készül; általános házi eszköz. A csipeszeket fel szokták szerelni egy kinyitható segédeszközzel, amellyel a köröm alatt ragadt piszkot lehet eltávolítani.

## Története
A körömcsipesz feltalálása egy connecticuti baptista káplán fia, Chapel S. Carter nevéhez fűződik (1896).